# Encarsia ciliata
Encarsia ciliata är en stekelart som först beskrevs av Charles Joseph Gahan 1927.  Encarsia ciliata ingår i släktet Encarsia och familjen växtlussteklar. Inga underarter finns listade i Catalogue of Life.